# Славомир
Славомир је био владар Великоморавске кнежевине (871). Предводио је побуну против Франака који су анектирали Моравску током заточеништва његовог рођака Сватоплука I. .

## Рани живот
Славомир је, према Летопису Фулде, био припадник моравске владарске династије . Изгледа да је био ученик светих Кирила и Методија који су 863. године стигли у Моравску где су основали високошколску установу.
Могуће је да је Славомир био један од „високих талаца” које је његов рођак Растислав, војвода моравски, предао Францима 864. године, јер је те године епископ Отгар од Ајхштата доделио имање у близини Франачко-моравске граница са извесним Словеном, Слеимаром, чије име може бити варијанта писања његовог имена. Може се замислити да је Луј Немачки, краљ Источне Француске, ставио Славомира-Слејмара под надзор бискупа Отгара и дао му имање као пребенда, а он је служио као залог за Растиславову лојалност.

## Побуна против Франака
Растислава је ухапсио и предао Францима његов рођени нећак, Сватоплук, 869. или 870. године.  Међутим, сам Сватоплук је ухапшен 870. године по наређењу сина Луја Немачког, Карломана, који је поставио два франачка господара, Вилијама и Енгилшалка, да владају Моравском. Верујући да је Сватоплук мртав, Моравци су изабрали Славомира за свог владара. Пошто је Славомир већ био свештеник, његов избор вероватно указује да је моравска владарска династија до тада остала без мушких наследника.
Пошто је Славомир био у побуни, Карломан је одлучио да примени заједничку стратегију коришћења једног „варварског“ вође да води рат против другог. У ту сврху пустио је Сватоплука из тамнице, и послао га назад у Моравску са великом баварском војском да свргне Славомира. Једном на бојном пољу, међутим, Сватоплук је напустио франачке редове, удружио се са Славомиром и поразио војску коју је управо напустио. Након тога је Сватоплук поново постао неприкосновени владар Моравске.